# (4431) Holeungholee
(4431) Holeungholee est un astéroïde de la ceinture principale.

## Description
(4431) Holeungholee est un astéroïde de la ceinture principale. Il fut découvert le 28 novembre 1978 à Nanking par l'observatoire de la Montagne Pourpre. Il présente une orbite caractérisée par un demi-grand axe de 3,06 UA, une excentricité de 0,10 et une inclinaison de 10,9° par rapport à l'écliptique.

## Compléments